# Морфей (Матриця)

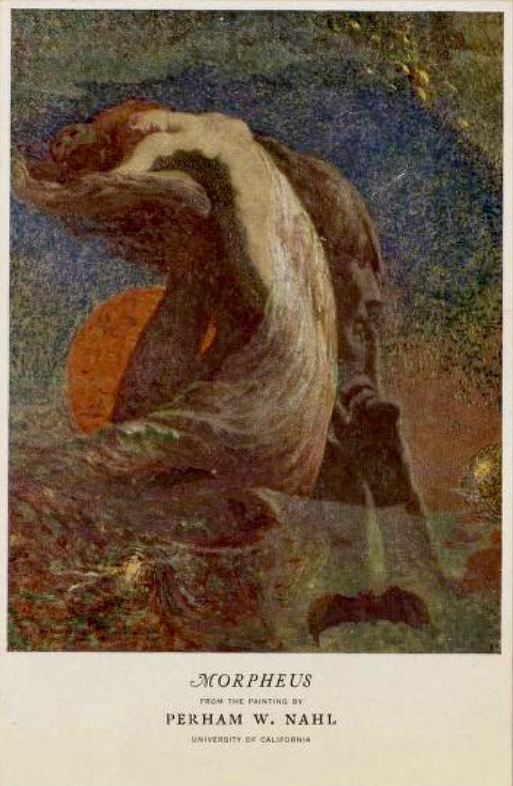
Морфей

Морфей (англ. Morpheus) — персонаж фільму Матриця, виконуваний актором Лоуренсом Фішберном. Морфей — капітан корабля Навуходоносор, який на стороні Зіону б'ється проти машин. У Матриці — він небезпечний терорист, розшукуваний програмами-агентами матриці. Морфей фанатично вірить у те, що людей врятує Месія, якого він шукає у Матриці і знаходить в особі Нео. У минулому Морфея пов'язували романтичні стосунки з Ніобе — капітаном іншого корабля. У першій частині Матриці Морфей через зраду Сайфера потрапляє в полон до агентів, але його звільняють Нео і Триніті. Ім'я «Морфей» відсилає до давньогрецького бога сну — Морфея. Морфей володіє скринькою з двома пігулками: червоною (будить від Матриці) і синьою (стирає пам'ять про останні кілька годин і зустрічі з ним).